# Johann-August-Malin-Gesellschaft
Die Johann-August-Malin-Gesellschaft ist ein historischer Verein in Vorarlberg. Er widmet sich der Erforschung der Vorarlberger Zeitgeschichte – hier besonders ihren lange vernachlässigten Themen wie Antisemitismus, Austrofaschismus und Nationalsozialismus – und bringt sich auch in öffentliche Debatten zu diesen und verwandten Fragen ein.
Die Gesellschaft wurde nach dem Satteinser Johann August Malin benannt, der wegen seines Widerstandes gegen das NS-Regime 1942 hingerichtet wurde. Zu seinem 40. Todestag im Jahre 1982 wurde die Johann-August-Malin-Gesellschaft, historischer Verein für Vorarlberg gegründet.
Die Gesellschaft zählt gegenwärtig rund 200 Mitglieder.
Der derzeitige Obmann der Johann-August-Malin-Gesellschaft ist der Lehrer und Historiker Johannes Spies.
Die Publikationen der Malin-Gesellschaft erscheinen vorrangig im Verlag der Vorarlberger Autoren Gesellschaft.
Mit dem Lexikon Verfolgung und Widerstand in Vorarlberg 1933–1945, aus einer inzwischen vergriffenen Buchveröffentlichung der Malin-Gesellschaft von 1985, steht eine wesentliche Dokumentation zur Vorarlberger Zeitgeschichte aktualisiert wieder zur Verfügung. Die Website der Gesellschaft dokumentiert deren laufende Aktivitäten; im Archiv der Website sind Beteiligungen an öffentlichen Debatten, frühere Projekte oder Begleittexte zu sozialgeschichtlichen Ausstellungen dokumentiert. Zu den Arbeitsbereichen der Gesellschaft werden auch wissenschaftliche Texte, die nicht mehr leicht greifbar sind, online zugänglich gemacht.

## Veröffentlichungen
- Johann-August-Malin-Gesellschaft (Hg.): Von Herren und Menschen. Verfolgung und Widerstand in Vorarlberg 1933-1945, Fink’s Verlag 1985, 411 Seiten